# پیشرانش دریایی

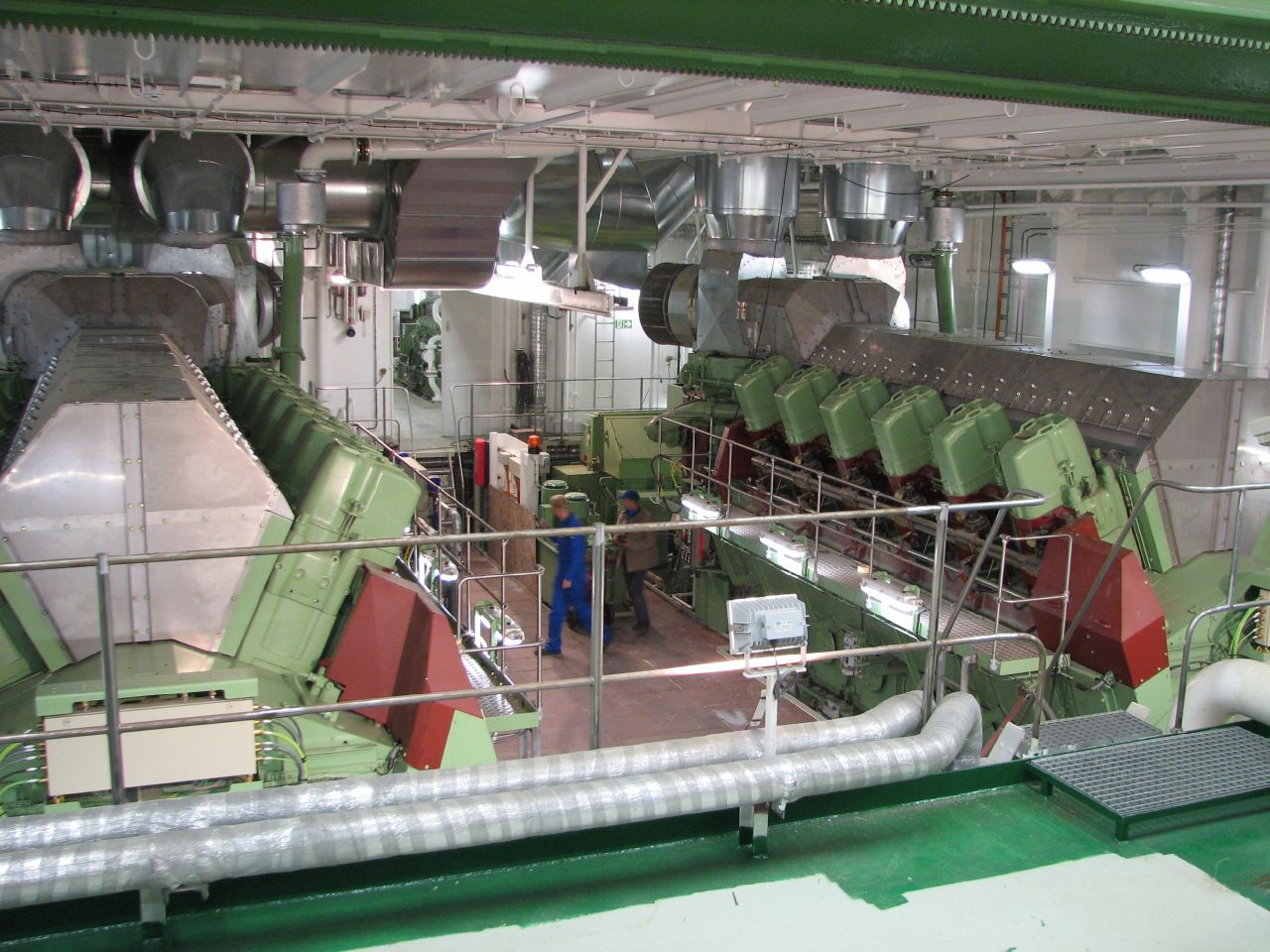
دو موتور دیزل V12 در موتورخانه یک کشتی

پیشرانش دریایی، سازوکار یا سامانه‌ای است که برای تولید نیروی رانش کشتی یا قایق در آب استفاده می‌شود. در حالی که پارو یا بادبان هنوز هم در برخی از قایق‌های کوچک استفاده می‌شود، بسیاری از کشتی‌های مدرن توسط سامانه‌های مکانیکی متشکل از یک موتور الکتریکی یا موتور، تبدیل نیرو به یک پروانه، یا گاهی، در جت‌پمپ، یک پروانه مکانیکی انجام می‌شود. مهندسی دریایی رشته‌ای است که مربوط به فرایند طراحی مهندسی سامانه‌های پیشران دریایی است.

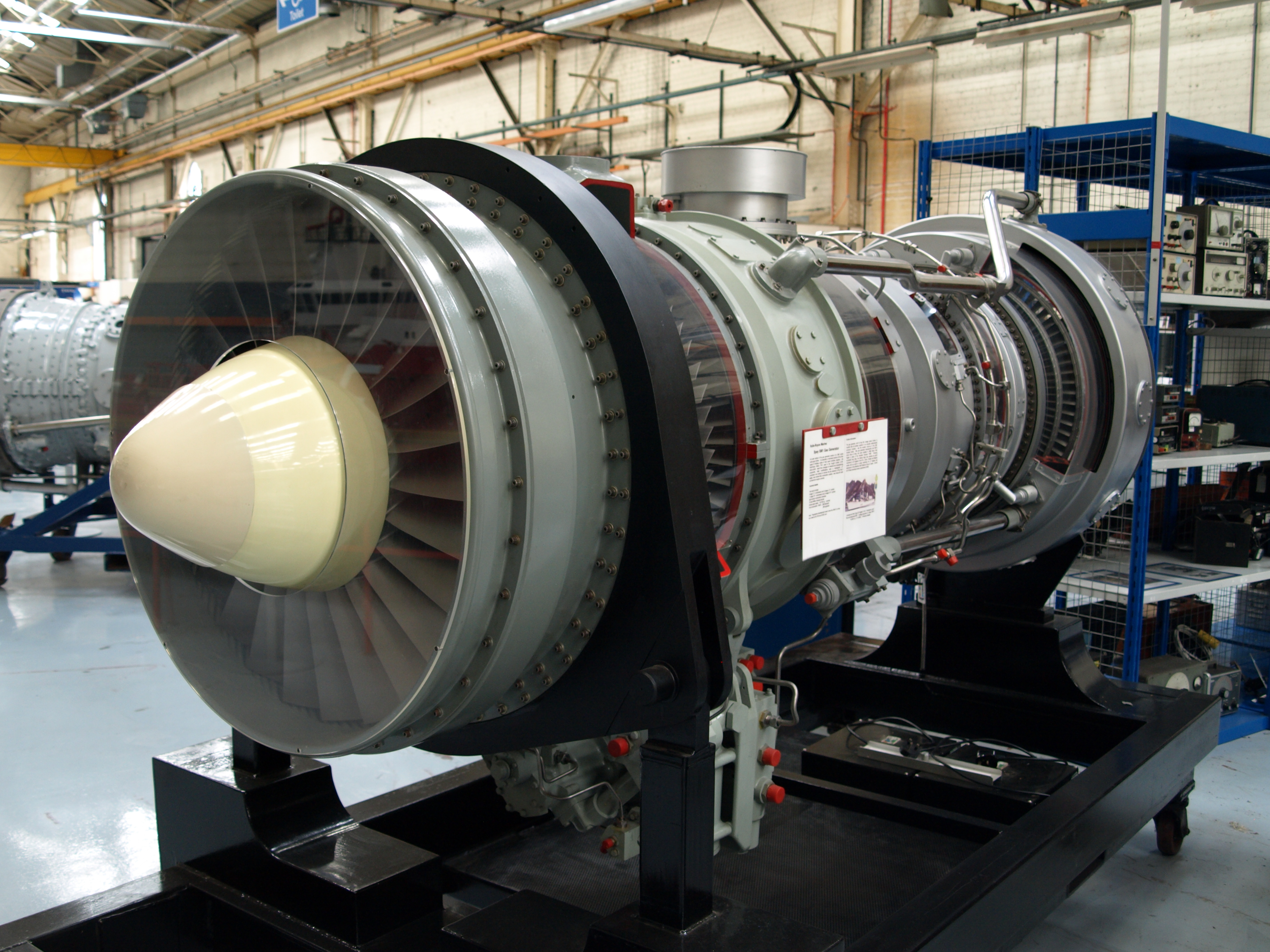
رولز-رویس مارین اسپی، توربین گازی طراحی و ساخته‌شده در دهه ۱۹۶۰ توسط رولز-رویس هلدینگز جهت پیشرانش دریایی

نیروی انسانی به شکل پارو و بادبان نخستین شکل پیشرانش دریایی بودند. گالی‌های پارویی، که برخی مجهز به بادبان نیز بودند؛ نقش اولیه مهمی داشتند. نخستین وسیله پیشرفته مکانیکی موتور بخار دریایی بود که در آغاز سده ۱۹ معرفی شد. در سده بیستم این موتورها با موتورهای دیزل دوزمانه یا چهارزمانه، موتورهای قایقرانی و موتورهای توربین گازی در کشتی‌های سریعتر جایگزین شدند. راکتورهای هسته‌ای دریایی، که در دهه ۱۹۵۰ پدیدار شدند، بخار را برای حرکت ناوهای جنگی و یخ‌شکن‌ها تولید می‌کنند؛ برنامه تجاری‌ای، که در پایان آن دهه انجام شد، موفق نشد. موتورهای الکتریکی با استفاده از باتری الکتریکی برای پیشرانش در زیردریایی‌ها و قایق‌های برقی استفاده شده و برای پیشرانش با انرژی کارآمد ارائه شده‌اند.
توسعه موتورهای سوختی با گاز طبیعی مایع (LNG) به دلیل تولید گازهای گلخانه‌ای کم و سودمندی‌های هزینه‌ای به‌رسمیت شناخته می‌شود. موتورهای استرلینگ که ساکت‌تر و روان‌تر هستند، شماری از زیردریایی‌های کوچک را به حرکت درمی‌آورند تا در حد امکان کم‌صدا شوند. به دلیل پایین بودن بازدهی کل در مقایسه با موتورهای درون‌سوز یا توربین‌های قدرت، از طراحی آن در کاربردهای دریایی غیرنظامی استفاده نمی‌شود.